# Ewa Bieńkowska (prawniczka)
Ewa Bieńkowska (ur. 25 maja 1950, zm. 14 marca 2018) – polska prawnik, wiktymolog, specjalistka w zakresie mediacji; prof. dr hab.
1 stycznia 1992 uzyskała stopień doktora habilitowanego dzięki rozprawie Wiktymologia. Koncepcje, kierunki badań, perspektywy. Była profesorem nadzwyczajnym w Europejskiej Wyższej Szkole Prawa i Administracji w Warszawie. Autorka lub współautorka licznych publikacji, m.in.: Wiktymologia (trzy wydania, zmieniane, ostatnie 2018); Prawo karne jutra: między pragmatyzmem a dogmatyzmem; Mediacja w sprawach karnych; Mediacja w sprawach nieletnich; Poradnik mediatora; Postępowanie w sprawach nieletnich; Uprawnienia pokrzywdzonego przestępstwem; Prawa ofiar przestępstw; Kodeks karny. Część ogólna. Komentarz. 
Zmarła 14 marca 2018.